# روجر بيكار (لاعب هوكي الجليد)
روجر بيكار هو لاعب هوكي الجليد كندي، ولد في 13 يناير 1935 في مونتريال في كندا.

## وصلات خارجية
- روجر بيكار على موقع دوري الهوكي الوطني (الإنجليزية)
- روجر بيكار على موقع EliteProspects.com (الإنجليزية)
- روجر بيكار على موقع HockeyDB.com (الإنجليزية)
- روجر بيكار على موقع Hockey-Reference.com (الإنجليزية)